# 브장송 요새

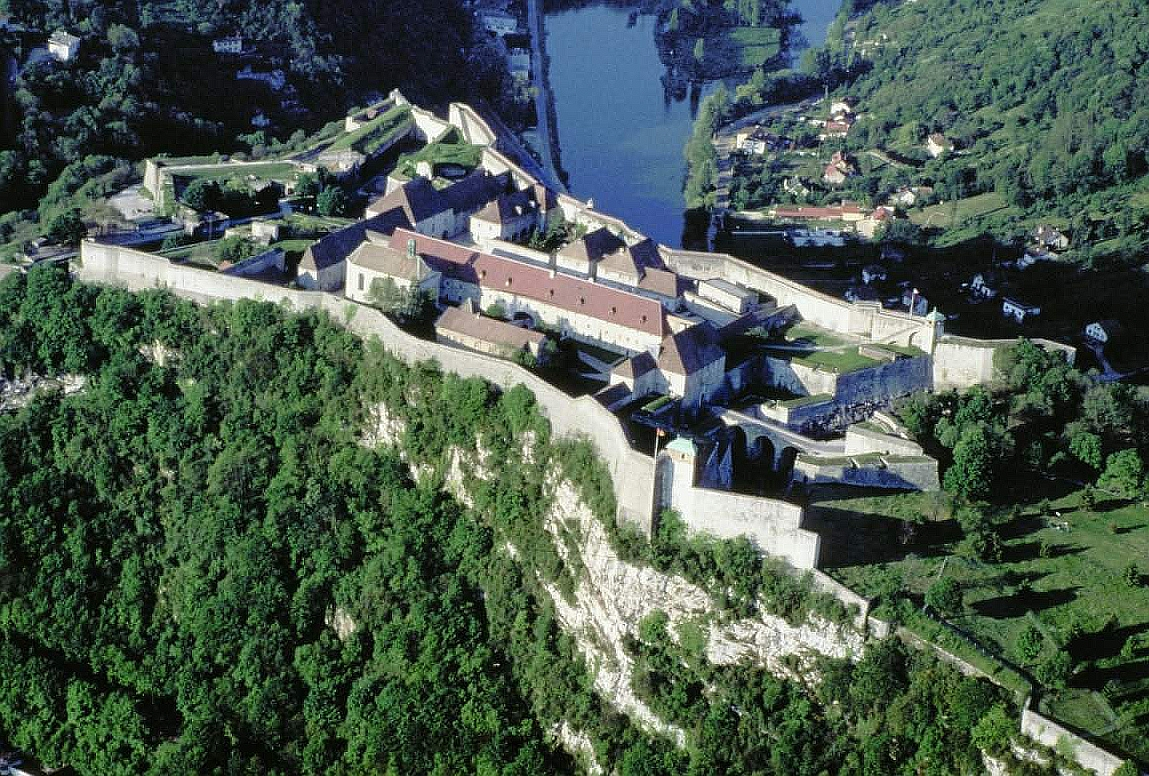
브장송 요새의 전경

브장송 요새(프랑스어: Citadelle de Besançon)는 1668년에 브장송에 지어진 요새이다. 설계와 축성은 보방이 하였다.